# Rhopalaemon belindae
Rhopalaemon belindae is een garnalensoort uit de familie van de Palaemonidae. De wetenschappelijke naam van de soort is voor het eerst geldig gepubliceerd in 1925 door Kemp.